# Старосергієвка
Старосергі́євка (рос. Старосергеевка) — село у складі Прокоп'євського округу Кемеровської області, Росія.
Стара назва — Старосергієво.

## Населення
Населення — 47 осіб (2010; 107 у 2002).
Національний склад (станом на 2002 рік):
- росіяни — 89 %